# Джалалов, Абдурахим Абдурахманович
Абдурахим Абдурахманович Джалалов (узб. Abduraxim Abduraxmanovich Djalalov; род. 1945) — узбекский государственный деятель. Хоким Сырдарьинской области (2004—2009). Депутат Сената Олий Мажлиса Узбекистана I созыва.

## Биография
В 1999 году назначен первым заместителем министра водного и сельского хозяйства Узбекистана. 
26 ноября 2004 года указом президента Узбекистана Ислама Каримова назначен хокимом Сырдарьинской области. В 2005 году избран в Сенат Олий Мажлиса Республики Узбекистан, где входил в комитет по аграрным, водохозяйственным вопросам и экологии.
В сентябре 2009 года освобождён от должности хокима в связи с выходом на пенсию.